# Robert Chideka
Robert Chideka, född 1 maj 1956, är en friidrottare från Botswana. Han deltog vid olympiska sommarspelen 1980.